# Бруфе (Віла-Нова-де-Фамілікан)
Бруфе (порт. Brufe; МФА: [ˈbɾu.fɨ]) — парафія в Португалії, у муніципалітеті Віла-Нова-де-Фамалікан. Розташована в північно-західній частині країни, на теренах історичної португальської провінції Дору-Міню. Входить до складу округу Брага. За адміністративним поділом, чинним до 1976 року, терени парафії були складовою провінції Міню. Належить до Бразької архідіоцезії Католицької церкви. Патрон — Мартин Турський. Площа — 2,4892 км². Населення — 2231 ос. (2011). Середньо урбанізований регіон. Густота населення — 896,27 осіб/км²
. Код — 031206.

## Населення
| Кількість мешканців | Кількість мешканців | Кількість мешканців | Кількість мешканців | Кількість мешканців | Кількість мешканців | Кількість мешканців | Кількість мешканців | Кількість мешканців | Кількість мешканців | Кількість мешканців | Кількість мешканців | Кількість мешканців | Кількість мешканців | Кількість мешканців |
| ------------------- | ------------------- | ------------------- | ------------------- | ------------------- | ------------------- | ------------------- | ------------------- | ------------------- | ------------------- | ------------------- | ------------------- | ------------------- | ------------------- | ------------------- |
| 1864                | 1878                | 1890                | 1900                | 1911                | 1920                | 1930                | 1940                | 1950                | 1960                | 1970                | 1981                | 1991                | 2001                | 2011                |
| 483                 | 349                 | 424                 | 455                 | 550                 | 603                 | 782                 | 1 119               | 1 385               | 1 658               | 2 223               | 2 497               | 2 397               | 2 288               | 2 231               |

## Уродженці
- Жорже Ортіга — архієпископ Бразький.